# Marina Steinmo
Marina Carina Steinmo, född 5 juni 1962 i Skarpnäcks församling i Stockholm, är en svensk dramatiker.

## Biografi
Steinmo, som är examinerad språkkonsult, debuterade 1992 med Dig har jag bara hört gott om, Marguerite på Radioteatern. Under några år var hon medlem i Teater Vox i Stockholm. Hon sommarpratade 1995.

## Uppsättningar av Marina Steinmos dramatik
- 1992 Dig har jag bara hört gott om, Marguerite, Radioteatern, regi Peo Grape, med bl.a. Claes Ljungmark, Anneli Martini och Lise-Lotte Nilsson
- 1994 I kassan, Radioteatern, regi Annika Silkeberg, med bl.a. Krister Henriksson, Gun Arvidsson och Yvonne Lombard
- 1994 Dr Nej, Teater Vox, Stockholm, regi Johan Paulsen
- 1996 The Solo Project av Marina Steinmo, Charlotte Engelkes och Michael Laub, Remote Control Productions, med Charlotte Engelkes
- 1996 Suturen, Teater Vox, regi Katarina Ljung
- 1996 Kvinnor på kontor, Göteborgs stadsteater, regi Ulf Dohlsten
- 1997 I vagnarna, Radioteatern, regi Anders Carlberg, med bl.a. Kim Anderzon, Sten Ljunggren och Anna Björk
- 1997 Vilken underbar dag, produktion Bo Arenander, regi Kajsa Giertz
- 1998 Kärlek och pengar i Graceland, Teater Vox, regi Katarina Ljung
- 2000 The Wanderer - a travelogue, Dansens hus, koreografi Bo Arenander
- 2006 Miss Very Wagner, Dansens hus, regi Charlotte Engelkes
- 2007 Eleven Lovely Lovesongs, Parkteatern, Stockholm, med Charlotte Engelkes
- 2007 Snövit, Malmö stadsteater, regi Kajsa Giertz
- 2008 Forellen and me, Dansens hus, regi Charlotte Engelkes
- 2009 Carmen - ett kammarspel om kärlek, Malmö stadsteater, regi Kajsa Giertz, med bl.a. Marianne Mörck
- 2009 Suturen, Teater Halland, regi Teresa Devant
- 2009 Very Wagner Women Weekend av Marina Steinmo och Charlotte Engelkes, Kulturhuset, Stockholm, regi Charlotte Engelkes, med bl.a. Andreas Boonstra
- 2010 Den lilla sjöjungfrun, Dramaten, regi Kajsa Giertz, med bl.a. Malin Ek och  Anna Björk
- 2012 Fröken Julie - The Musical, Dramaten, regi Charlotte Engelkes
- 2013 Very Wagnerian Night av Marina Steinmo och Sophie Holgersson, Kungliga Operan, regi Charlotte Engelkes
- 2017 Rapunzel av Marina Steinmo i samarbete med Kajsa Giertz, Helsingborg stadsteater, regi Kajsa Giertz